# Selecció de futbol de la Ciutat del Vaticà
La selecció nacional de futbol de la Ciutat del Vaticà (italià: Selezione di calcio della Città del Vaticano) és l'equip de futbol que representa la Ciutat del Vaticà sota el control de l'Associació Esportiva Amateur Vaticana, amb seu al Cortile di San Damaso del Vaticà. L'associació de futbol de la Ciutat del Vaticà es va fundar en 1972. El seu actual president és Domenico Ruggerio i l'entrenador és l'italià Massimiliano Strapetti.
L'equip va jugar el seu primer partit el 1985, una victòria per 3-0 contra un representatiu de periodistes austríacs. El 2018, el Vaticà també va crear un equip representatiu femení.

## Visió general

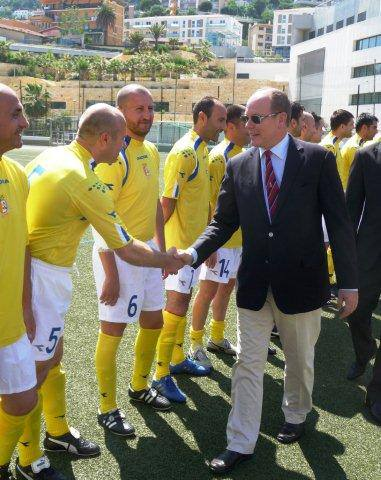
Albert II, Príncep de Mònaco rebent l'equip el juny de 2013

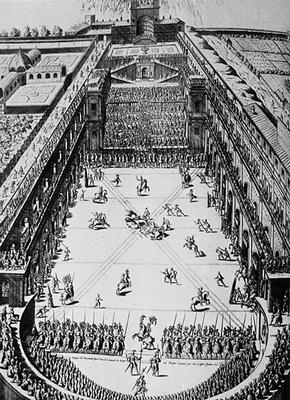
Un carrusel al Cortile del Belvedere el 1565, 44 anys després que se celebrés el primer partit de futbol al Vaticà.

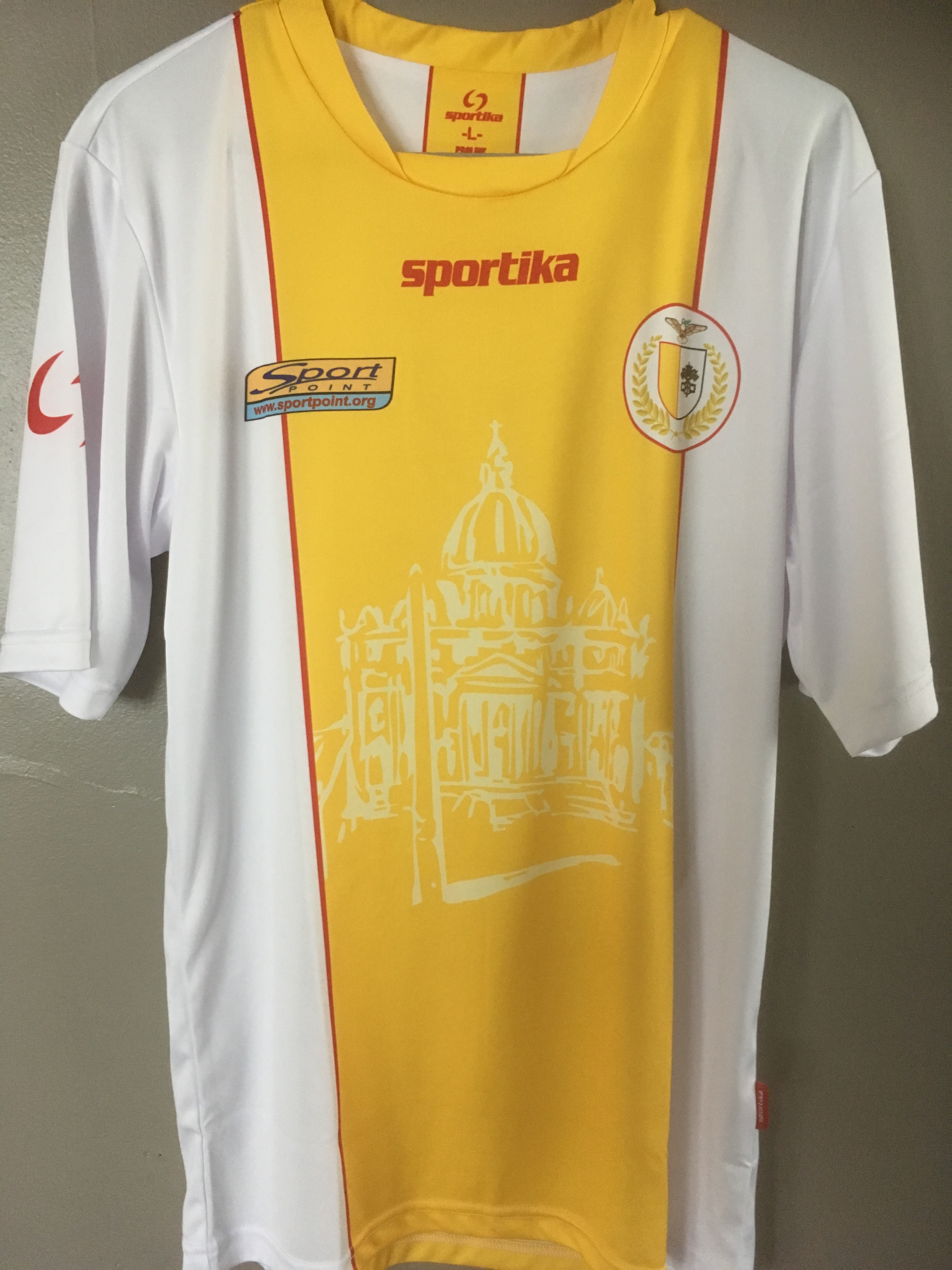
Samarreta usada per la Ciutat del Vaticà l'abril de 2017 durant el seu partit amistós amb el Mònaco

L'any 2000, el Papa Joan Pau II va crear un departament d'esports al Vaticà amb l'objectiu de "revigoritzar la tradició (de l'esport) dins de la comunitat cristiana". El 2006, el Secretari d'Estat del Vaticà, el cardenal Tarcisio Bertone, va suggerir que el Vaticà podria alinear un equip d'homes dels seminaris catòlics. Sobre aquesta possibilitat, el cardenal va declarar: "Si prenguéssim els estudiants brasilers de les nostres universitats pontifcies, podríem tenir un magnífic equip". El cardenal també va assenyalar que, a la Copa Mundial de la FIFA de 1990, hi va haver 42 jugadors a la fase final que van assistir a centres de formació salesians de tot el món. Per exemple, Marcelino, heroi espanyol del Campionat d'Europa de Nacions del 1964, va ser seminarista. Bertone va proposar que els jugadors del Vaticà, encara que fossin acceptats per la UEFA, procedissin de la població de l'Església Catòlica de tot el món, no només dels ciutadans de la Ciutat del Vaticà. En aquell moment no estava clar si el Vaticà concediria a aquests jugadors la ciutadania vaticana perquè això fos possible.
Amb la població més petita de qualsevol nació, aproximadament 900, és difícil crear un equip, estant format íntegrament per empleats del Vaticà: policies, empleats de correus, funcionaris del govern i membres de la Guàrdia Suïssa Pontifícia, l'exèrcit de facto del Vaticà, encarregat de protegir el Papa. Atès que la majoria dels ciutadans del Vaticà són membres de la Guàrdia Suïssa, no és possible reunir-los en gran nombre durant molt de temps. Per això, la selecció nacional ha jugat molt pocs partits internacionals, sovint amb força premsa interessada. Quan la Ciutat del Vaticà va jugar el seu primer partit el 2002, només un jugador, Marcello Rosati, tenia passaport vaticà. En 2010, la Ciutat del Vaticà va ser convidada a participar en la Copa del Món Viva per la NF-Board i s'esperava que participés, però no va poder fer-ho perquè no va poder reunir una plantilla de 15 jugadors. En total, la Ciutat del Vaticà només ha jugat quatre partits internacionals complets contra altres nacions, un empat i tres derrotes davant el Mònaco el 2002, 2011, 2013 i 2014 respectivament.
A més dels seus partits internacionals complets, l'equip ha jugat un partit amistós, el primer, contra l'equip reserva de San Marino el 1994. Es creu que el resultat final d'aquest partit va ser un empat a zero, però el llibre de Steve Menary "Outcast: The Lands that FIFA Forgot" de Steve Menary afirma que persones del Vaticà li van dir que el partit va acabar 1-1. El 2010, el Vaticà va organitzar un equip per jugar un partit amistós contra Palestina. Tot i això, l'equip estava format per sacerdots catòlics i no es considerava l'equip nacional de la Ciutat del Vaticà. En 2006, la Ciutat del Vaticà es va enfrontar al SV Vollmond, un equip de Suïssa, a l'Stadi Petriana, amb victòria de la Ciutat del Vaticà per 5-1. L'equip també ha competit contra un equip representatiu de la Diòcesi de Limburg. El setembre de 2016, l'equip va participar en un torneig triangular a l'estadi Manlio Scopigno de Rieti per recaptar fons per a les víctimes del terratrèmol. Al torneig també va participar l'exinternacional italià Simone Perrotta.
L'abril del 2019 es va anunciar que l'equip havia signat el primer patrocinador de la seva història, Poderi di San Pietro, un celler familiar de Milà. L'acord es va assolir després d'assegurar-se que l'organització complia els criteris ètics estrictes establerts per l'equip. Anteriorment, una organització d'apostes esportives es va posar en contacte amb l'Associació per oferir-li un patrocini molt important, però va ser rebutjada per no ajustar-se a aquestes normes ètiques

## La posició del Vaticà sobre el futbol
La història del futbol vaticà va començar el 7 de gener de 1521, quan es va jugar el primer partit del Calcio Fiorentino al Vaticà, al Cortile del Belvedere, en presència del papa Lleó X. La primera lliga vaticana es va crear el 1972 i la van guanyar per primera vegada els empleats de L'Osservatore Romano, el diari de la Santa Seu.
En general, el Vaticà ha expressat el seu suport ferm al futbol. Es diu que el Papa Joan Pau II va ser porter en la seva joventut a Polònia, i un fervent seguidor del Cracovia Kraków. El difunt Papa alemany Benet XVI va ser un fervent seguidor del Bayern de Múnic des de la seva joventut a Baviera, Alemanya. Se cita Benet dient: "L'esport del futbol pot ser un vehicle d'educació per als valors d'honestedat, solidaritat i fraternitat, especialment per a la generació més jove". L'octubre de 2007, el Papa va rebre una samarreta del número 16 (en referència al setzè ús del seu nom papal) de l'Ancona, de la Sèrie B, després que Benet recolzés la seva iniciativa de convertir-se en un "far de moralitat" adoptant un "model innovador i ètic de practicar el futbol".
El 2010, Benet XVI i el Vaticà van reafirmar la seva creença que el futbol ha de ser un far de moralitat en carregar contra la Sèrie A després que els partits de la temporada que ve es programessin a les 12.30 hores els diumenges per apaivagar les empreses de pagament per visió que volien repartir els partits de la Sèrie A durant el cap de setmana. El Vaticà ja havia qüestionat la decisió de la lliga de jugar els partits els diumenges, i el monsenyor Carlo Mazza va declarar "considero que es tracta d'un fet veritablement perjudicial", al Tuttosport. "Posar la gent davant de la pantalla del televisor a les 12.30 CET, quan estan dinant amb les seves famílies, em sembla una 'invasió de camp' sobre la vida". A més, el 18 de desembre de 2006, Tarcisio Bertone, cardenal secretari d'Estat de la Santa Seu, va declarar, però només de broma, que no excloïa la possibilitat que el Vaticà, en el futur, pogués reunir un equip de futbol de gran valor, que pogués jugar al mateix nivell que la Roma, Internazionale i Milan o el Gènova. L'actual Papa argentí, papa Francesc, és un fervent seguidor del club de la seva ciutat natal, San Lorenzo, i va mostrar la seva decepció quan l'Argentina va perdre la final del Mundial de 2014 contra Alemanya.

## Membre de la FIFA
La Ciutat del Vaticà és un dels nou estats sobirans plenament reconeguts les seleccions nacionals dels quals no són membres de la FIFA. Els altres són els Estats Federats de Micronèsia, Kiribati, les Illes Marshall, Mònaco, Nauru, Palau, Tuvalu i el Regne Unit (tot i que les quatre "nacions d'origen" del Regne Unit -Anglaterra, Escòcia, Gal·les i Irlanda del Nord- tenen equips individuals de la FIFA, cadascun dels quals és també membre de la IFAB).
El 2006, William Gaillard, portaveu de la UEFA, va declarar a un mitjà de comunicació que no veia cap raó perquè la Ciutat del Vaticà no tingués una selecció nacional en competicions internacionals. Va dir: "Ja tenim estats de 30.000 ciutadans com San Marino, Liechtenstein i Andorra. Si el Vaticà vol ser membre de la UEFA, només ho ha de sol·licitar. Si compleix els requisits, serà acceptat". En aquell moment, el cardenal Tarcisio Bertone va insistir que el futur futbolístic del Vaticà passa únicament pels partits i competicions amateurs.
El maig del 2014, Domenico Ruggerio, president de l'associació nacional de futbol, va reforçar les paraules de Bertone de vuit anys abans, afirmant que "prefereixo ser amateur... Entrar a la FIFA, a aquest nivell, serà com un negoci" després d'afirmar que "l'important missatge d'amistat i amor es demostra amb l'esport, l'esport de veritat, no el negoci que hi ha al futbol avui dia... No només és important guanyar un partit; és com et comportes". Per tant, això, va afegir, significava que "l'ethos de l'equip de futbol del Vaticà estava, en desacord amb la pertinença a la FIFA".
En una entrevista l'abril del 2019, Danilo Zennaro, director de futbol de la Ciutat del Vaticà, va declarar al diari St. Galler Tagblatt que l'associació tampoc buscaria ser membre d'una confederació alternativa com la ConIFA per "raons polítiques", com els conflictes diplomàtics que suposaria estar a la mateixa organització que regions separatistes i territoris en disputa.
El maig del 2022, l'associació va celebrar la conclusió del seu cinquantè aniversari. Tot i un historial de comentaris contraris, entre els temes tractats hi va haver la possibilitat que l'associació s'unís a la UEFA. Es va revelar que el Papa Francesc va parlar amb el president de la UEFA, Aleksander Čeferin, sobre aquesta possibilitat quan aquest últim va visitar el Papa abans de la final de l'Eurocopa 2020.

## Equipació
En el passat, l'equipació va ser subministrat per Diadora. Els pantalons eren totalment blancs, mentre que la samarreta era de color groc amb una estreta línia blava i blanca al voltant del quadrant superior dret del cos. L'equipació de l'equip va ser subministrada per Sportika SA fins al juliol de 2021 i aquesta tenia una imatge de la Basílica de Sant Pere difuminada al davant.
Al juliol de 2021, l'associació va presentar una nova equipació de Joma. Per primera vegada, les equipacions es van posar a disposició del públic, ja que es van vendre a la botiga de regals dels Museus Vaticans i els beneficis es van destinar a les obres de caritat del Papa Francesc. L'equipació incloïa una insígnia al braç que commemorava el cinquantè aniversari de l'associació vaticana de futbol.

## Resultats internacionals complets
| No. | Data             | Lloc                                    | Oponent             | Resultat | Competició | Golejadors de la Ciutat del Vaticà | Ref.   |
| --- | ---------------- | --------------------------------------- | ------------------- | -------- | ---------- | ---------------------------------- | ------ |
| 1   | 22 novembre 1994 | Camp Pius XI, Roma                      | San Marino Amateurs | 0–0      | Amistós    |                                    |        |
| 2   | 23 novembre 2002 | Estadi Pius XII, Albano Laziale         | Mònaco              | 0–0      | Amistós    |                                    | [ 34 ] |
| 3   | 7 maig 2011      | Estadi Pius XII, Albano Laziale         | Mònaco              | 1–2      | Amistós    | Quarto                             | [ 34 ] |
| 4   | 12 juny 2011     | Estadi Al-Khader, al-Khader             | Palestina           | 1–9      | Amistós    | Desconegut                         |        |
| 5   | 22 juny 2013     | Stade Municipal Cap-d'Ail, Cap-d'Ail    | Mònaco              | 0–2      | Amistós    |                                    | [ 34 ] |
| 6   | 10 maig 2014     | Camp Pius XI, Roma                      | Mònaco              | 0–2      | Amistós    |                                    | [ 34 ] |
| 7   | 29 abril 2017    | Camp Pius XI, Roma                      | Mònaco              | 0–0      | Amistós    |                                    | [ 34 ] |
| 8   | 23 març 2019     | Camp Pius XI, Roma                      | Rècia               | 2–2      | Amistós    | Desconegut                         | [ 35 ] |
| 9   | 24 abril 2022    | A.S.D. Polisport Capoliveri, Capoliveri | Elba                | 2–4      | Amistós    | Desconegut                         | [ 36 ] |

## Resultats no oficials
| #  | Data             | Lloc                               | Oponents                              | Res. | Comp.   | Golejadors | Ref.   |
| -- | ---------------- | ---------------------------------- | ------------------------------------- | ---- | ------- | ---------- | ------ |
| 1  | 1985             |                                    | Periodistes austríacs                 | 3–0  | Amistós | -          |        |
| 2  | 1985             |                                    | Selecció de funcionaris de l'ONU      | 3–3  | Amistós | -          |        |
| 3  | 3 febrer 2006    | Camp Pius XI, Roma                 | SV Vollmond                           | 5–1  | Amistós | -          | [ 37 ] |
| 4  | 18 juny 2007     |                                    | Nazionale Italiana Religiosi          | 3–0  | Amistós | -          |        |
| 5  | 23 octubre 2010  |                                    | Guardia di Finanza                    | 0–1  | Amistós |            |        |
| 6  | 3 febrer 2011    | RomA                               | Station Carabinieri of Rome           | 9–1  | Amistós | -          |        |
| 7  | 10 agost 2014    | Mönchengladbach                    | Borussia Mönchengladbach              | 1–8  | Amistós | -          | [ 38 ] |
| 8  | 14 maig 2015     |                                    | Nazionale Sindaci Italiana            | 5–3  | Amistós | -          |        |
| 9  | 17 juny 2015     | Camp Pius XI, Roma                 | Lutherstadt Wittenberg                | 1–0  | Amistós | -          |        |
| 10 | 20 juny 2015     | Camp Pius XI, Roma                 | FC Azzurri Schaan                     | 2–2  | Amistós | -          | [ 39 ] |
| 11 | 12 maig 2016     | Camp Pius XI, Roma                 | Associazione Italiana Arbitri Seregno | 1–1  | Amistós | -          |        |
| 12 | 13 agost 2016    | Mönchengladbach                    | Borussia Mönchengladbach              | 4–21 | Amistós | -          |        |
| 13 | 7 novembre 2016  | Stadio Pietro Fortunati, Pavia     | Fondazione Ospedale San Matteo        | 1–2  | Amistós | -          | [ 40 ] |
| 14 | 17 juny 2017     | Arthur-Lambert-Stadion, Wittenberg | Lutherstadt Wittenberg                | 0–2  | Amistós |            | [ 41 ] |
| 15 | 16 juny 2018     | Sportanlage Rheinwiese, Schaan     | FC Azzurri Schaan                     | 1–8  | Amistós | Pouti      | [ 42 ] |
| 16 | 30 març 2019     |                                    | Atlético Pop United                   | 2–2  | Amistós | -          |        |
| 17 | 10 juny 2019     |                                    | WEINELF                               | 1–1  | Amistós | -          |        |
| 18 | 15 juny 2021     | Centro Sportivo Ciriaci, Rome      | Rappresentativa OPBG                  | 2–3  | Amistós | -          |        |
| 19 | 21 novembre 2021 | Formello Sports Centre, Rome       | World Roma Federation                 | 7–7  | Amistós | -          |        |

## Entrenadors

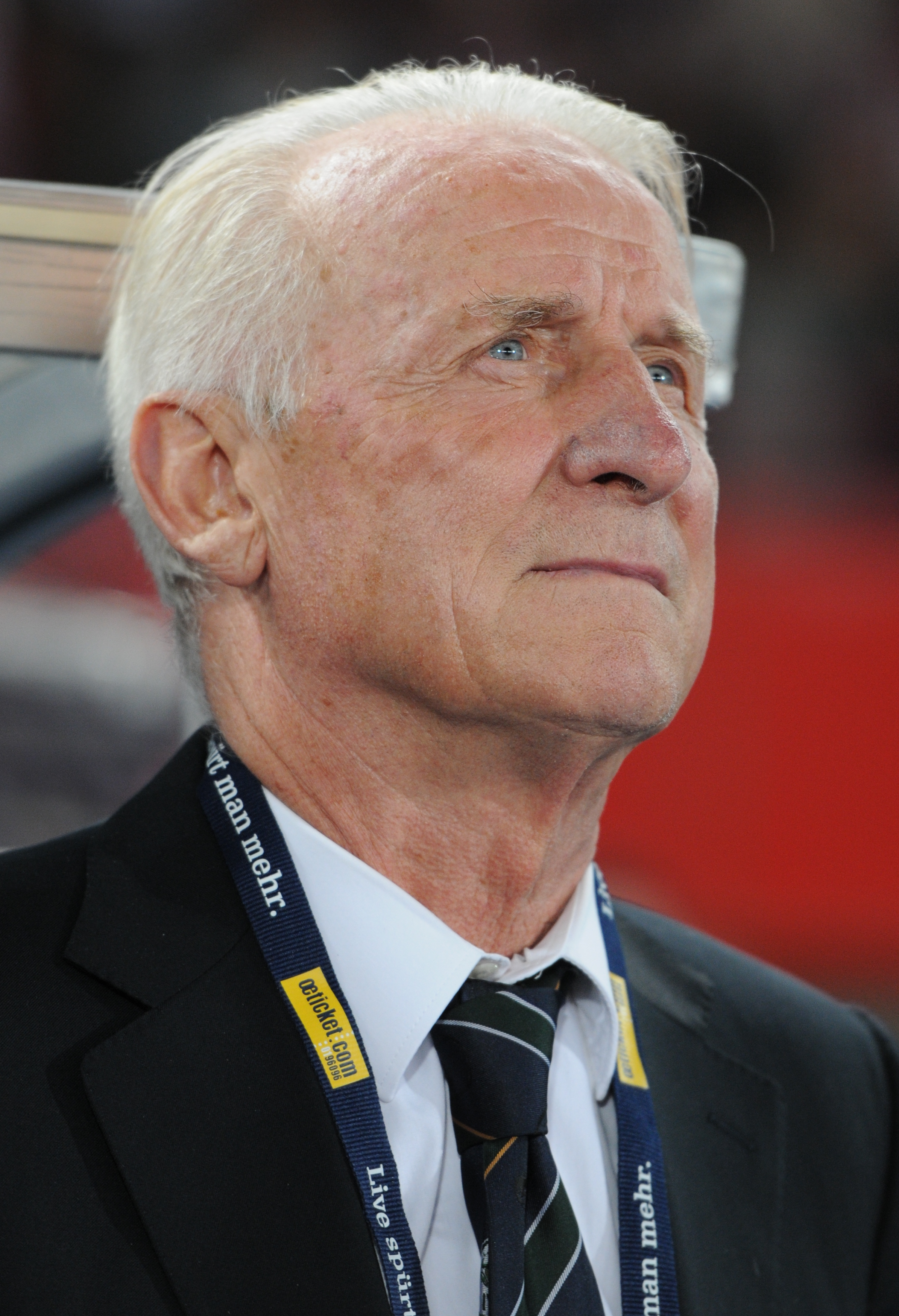
Giovanni Trapattoni va entrenar l'equip el 2010.

L'equip ha estat dirigit per Giovanni Trapattoni en el passat. El seu primer partit com a entrenador es va jugar el 23 d'octubre de 2010 quan la Ciutat del Vaticà es va enfrontar a un equip format per la policia financera italiana.
- Saverio Di Pofi
- Giovanni Trapattoni
- Gianfranco Guadagnoli
- Massimiliano Strappetti